# Saint-Marin aux Jeux olympiques d'été de 2008
Saint-Marin participe aux Jeux olympiques d'été de 2008 à Pékin.

## Athlètes engagés

### Athlétisme
- Ivano Bucci

| Épreuve    | Athlète     | Séries   | Séries | Quarts de finale | Quarts de finale | Demi-finales | Demi-finales | Finale   | Finale |
| Épreuve    | Athlète     | Résultat | Rang   | Résultat         | Rang             | Résultat     | Rang         | Résultat | Rang   |
| ---------- | ----------- | -------- | ------ | ---------------- | ---------------- | ------------ | ------------ | -------- | ------ |
| 400 mètres | Ivano Bucci | 48.54    | 7e     | -                | -                | -            | -            | -        | -      |

### Natation
- Emanuele Nicolini
- Simona Muccioli

### Tir
- Daniela Del Din